# Филиппов, Гордей Иванович
Горде́й Ива́нович Фили́ппов  (1 января 1904 — 14 сентября 1982) — наводчик орудия 530-го истребительно-противотанкового артиллерийского полка (28-я армия, 1-й Украинский фронт). Герой Советского Союза.

## Биография
Родился 1 января 1904 года в деревне Катюшино в крестьянской семье. Окончил 4 класса приходской школы. С 10 лет батрачил. С 1921 года работал на торфяных предприятиях ныне Нижегородской и Ярославской областей. В начале войны вернулся на родину.
В октябре 1942 года Куйбышевским РВК был призван в Красную Армию.
30 апреля 1945 года наводчик орудия батареи красноармеец Филиппов в ожесточённом бою в районе озера Менниг-Зее (в 40 км южнее Берлина), ведя бой в полном окружении противника, под ураганным огнём, на расстоянии 30 метров огнём прямой наводки сжёг 1 танк и 2 самоходных орудия противника. Из орудия, автомата и гранатами уничтожил до 100 солдат и офицеров противника. В течение получаса один вёл неравный бой с колонной немцев, удержал свой рубеж и не дал немцам оседлать дорогу.
Указом Президиума Верховного Совета СССР от 27 июня 1945 года за образцовое выполнение боевых заданий командования на фронте борьбы с немецкими захватчиками и проявленные при этом отвагу и геройство красноармейцу Филиппову Гордею Ивановичу присвоено звание Героя Советского Союза с вручением ордена Ленина и медали «Золотая Звезда».
После окончания войны демобилизовался. Жил и работал в Рыбинске, затем переехал в Щёлково.
Умер 14 сентября 1982 года. Похоронен на Гребенском кладбище города Щёлково.

## Награды
- Медаль «Золотая Звезда» (27.06.1945)[2][3];
- орден Ленина (27.06.1945);
- орден Красной Звезды (25.03.1945)[4];
- медаль «За боевые заслуги» (30.09.1944)[5].